# Sphaerodactylus millepunctatus
Sphaerodactylus millepunctatus — вид геконоподібних ящірок родини Sphaerodactylidae. Мешкає в Мексиці і Центральній Америці.

## Поширення і екологія
Sphaerodactylus millepunctatus мешкають на півдні Мексики (на південь від перешийка Теуантепек), в Белізі, Гватемалі, Гондурасі, Нікарагуа і Коста-Риці, а також на сусідніх островах Косумель, Турнеффе, Роатан і Грейт-Корн-Айленд. Вони живуть у вологих рівнинних тропічних лісах, в садах і поблизу людських поселень. Зустрічаються на висоті до 1000 м над рівнем моря. Ведуть денний, напівдеревний спосіб життя. Живляться дрібними безхребетними, відкладають яйця.